# Proclamazione di Timișoara

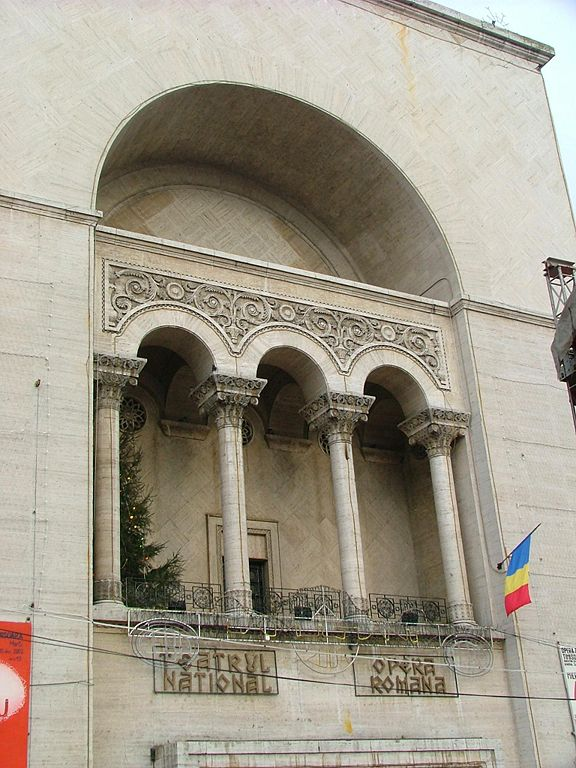
Il balcone del Teatro dell'Opera di Timişoara, dal quale fu letta per la prima volta la Proclamazione

La Proclamazione di Timișoara fu un documento di tredici punti, diffuso l'11 marzo 1990 a Timișoara dal gruppo di manifestanti che in città avevano preso parte agli eventi della rivoluzione romena del 1989. Questo nacque all'indomani della mineriada del gennaio 1990, protesta che aveva avuto luogo a Bucarest e che era stata repressa dall'intervento violento dei minatori della valle del Jiu. Tali eventi influenzarono parzialmente i contenuti del documento. Sostenuti da associazioni civiche come la Società di Timișoara e altri gruppi studenteschi e operai, i firmatari avevano espresso obiettivi liberaldemocratici, che consideravano rappresentativi della nazione che era uscita dalla rivoluzione del dicembre 1989.
La più nota richiesta contenuta nel documento riguardava l'ottavo punto, che prevedeva l'interdizione dai pubblici uffici per 10 anni (oppure per le prime tre legislature consecutive) per tutti gli individui che erano stati parte del Partito Comunista Rumeno o della Securitate, la polizia politica della dittatura comunista. In particolare il documento stabiliva l'interdizione per la carica di Presidente della Repubblica. Tale pratica fu diffusa in molti paesi dell'ex Cortina di ferro e prese il nome di lustrismo.
Criticando l'azione del governo provvisorio in mano al Fronte di Salvezza Nazionale (FSN) di Ion iliescu, che aveva preso il potere all'indomani della rivoluzione, la Proclamazione sosteneva che questo era composto principalmente da comunisti dissidenti del regime di Nicolae Ceaușescu che avevano monopolizzato lo scenario politico della Romania attuale. Le richieste riprendevano il manifesto elaborato dal filosofo Gabriel Liiceanu "Appello alle canaglie"(rumeno: Apel către lichele).
La validità del documento fu riconosciuta e difesa da centinaia di associazioni civiche, mentre quasi 4 milioni di cittadini firmarono petizioni per includere l'ottavo punto nella futura legge elettorale. L'applicazione dell'ottavo punto fu una delle maggiori rivendicazioni delle proteste esplose a Bucarest nell'aprile 1990, che presero il nome di golaniada e che furono sanguinosamente represse con la mineriada del giugno 1990.
Mentre in altri paesi dell'ex blocco comunista l'interdizione dai pubblici uffici per gli ex membri dell'amministrazione comunista fu subito introdotta dopo la caduta dei rispettivi regimi (Polonia, Ungheria, Cecoslovacchia), il dibattito parlamentare in Romania durò più di 20 anni, senza approdare ad un risultato definitivo.

## Contenuti
Il testo riprendeva in larga parte il pensiero di George Șerban, giornalista e scrittore locale. Questi fu a sua volta ispirato dalla sua collaboratrice Alexandra Indrieș, intellettuale e prigioniera politica del regime negli anni cinquanta. Fu proprio Șerban a leggere e rendere pubblico il documento dal balcone del Teatro dell'opera di Timișoara.
Introdotto da un cappelletto sugli eventi del 16-20 dicembre 1989 a Timișoara, il documento presentava poi una parte programmatica composta da 13 punti:
1. La rivoluzione era in generale anticomunista e non solo anti-Ceaușescu, per il ripristino della democrazia.
2. Riferendosi alla solidarietà interclassista, presente tra i valori della rivoluzione, veniva criticato, invece, il metodo comunista di dominazione sulle classi sociali, che aveva istigato la lotta tra le classi.
3. La rivoluzione aveva coinvolto persone di tutte le età.
4. Poiché per la rivoluzione si erano sacrificate persone appartenenti anche ad altre minoranze etniche (tra cui ungheresi, tedeschi, serbi), il documento sosteneva la tolleranza e il mutuo rispetto.
5. Dal punto di vista della partecipazione politica la Proclamazione auspicava un sistema multipartitico basato su libere elezioni, con l'esclusione degli estremismi (sia di destra, che di sinistra). Il documento sosteneva che il PRC non aveva diritto alla partecipazione politica, solamente poiché rappresentava una forma degenerata di fascismo rosso.
6. Si esprimeva condanna verso il pregiudizio e la manipolazione della propaganda politica portata avanti da gruppi interessati a resuscitare il comunismo contro i partiti di opposizione, che erano stati rifondati dopo la caduta del regime. Il testo faceva riferimento ai partiti "storici" (cioè il Partito Nazionale Liberale (PNL) e il Partito Nazionale Contadino Cristiano Democratico (PNȚCD)).
7. Si criticava l'adesione dei membri del PCR (coinvolgendo anche gli ex dissidenti comunisti che guidavano il paese tramite il FSN) alla linea di Ceaușescu al XII congresso del PCR del 1979, che aveva isolato l'opposizione interna rappresentata da Constantin Pârvulescu e condannato il paese alla dittatura.
8. L'ottavo punto, ritenuto il più importante, gettava le basi per il lustrismo. Si sosteneva l'interdizione dai pubblici uffici per le prime tre legislature per tutti gli individui che erano stati membri del PCR o della Securitate. In particolare si sosteneva che il Presidente della Repubblica dovesse essere il simbolo del rifiuto del comunismo.
9. Si sottolineava che tra gli obiettivi della rivoluzione non vi erano incrementi salariali, ma che gli investimenti nel settore pubblico erano necessari per la crescita del paese.
10. Esprimendo il desiderio di non copiare i modelli capitalisti del mondo occidentale, che pure causavano iniquità, il decimo punto della Proclamazione sosteneva il processo di privatizzazione (espresso idealmente nella forma di un'equa distribuzione delle quote azionarie tra i lavoratori, con lo stato incaricato di gestire solamente i fondi finalizzati al controllo delle attività).
11. Si faceva riferimento all'apertura all'economia di mercato, al decentramento e agli investimenti esteri, proponendo la creazione di una banca per il commercio estero.
12. Il testo esprimeva l'augurio che tutti quelli che avevano lasciato il paese per sfuggire al regime (vedi diaspora rumena) avrebbero fatto ritorno in Romania per contribuire alla crescita della nazione.
13. L'ultimo punto si soffermava sulla scelta della data della festa nazionale. Mentre era possibile scegliere il 22 dicembre (giorno del successo della rivoluzione a Bucarest), il testo proponeva il 16 dicembre (giorno della sollevazione contro Ceaușescu a Timișoara), ricalcando l'esempio del 14 febbraio francese, cioè del giorno in cui la rivoluzione era iniziata. In ogni caso la Costituzione della Romania del 1991 stabilì la festa nazionale il primo dicembre (giorno che commemorava l'unione con la Transilvania del 1918).

## Fallimento della Proclamazione

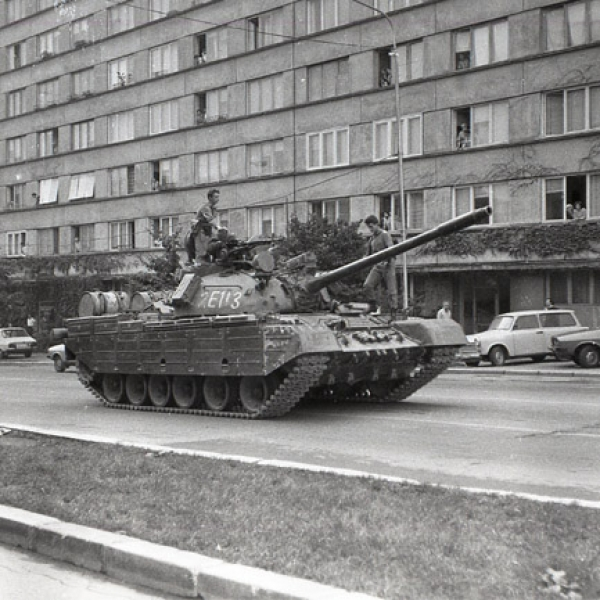
Un mezzo blindato a Bucarest durante la Golaniada del 1990

La Proclamazione ebbe un successo limitato sia a causa della resistenza di strutture di gestione del potere legate alle vecchie gerarchie comuniste, sia per le discrepanze economico-sociali proprie di Timișoara in relazione ad altre aree del paese, meno inclini alla rivoluzione e al cambiamento.
Paragonando le rivendicazioni presenti nella Proclamazione ai contemporanei eventi del conflitto interetnico di Târgu Mureş del 19-21 marzo 1990, il Fronte di Salvezza Nazionale, inoltre, accusò i firmatari di Timișoara di avere la finalità di ottenere una maggiore autonomia politica per la regione del Banato nel quadro della nuova repubblica.
Raccogliendo il programma della Proclamazione, nello specifico dell'ottavo punto, a Bucarest nell'aprile del 1990 esplosero delle proteste contro il governo del FSN, che culminarono con l'occupazione della centralissima Piața Universității per 52 giorni consecutivi. Le manifestazioni si rivelarono un problema di ordine pubblico e politico.
La richiesta di inclusione dell'ottavo punto nella legge elettorale rimase inascoltata e alle elezioni parlamentari e presidenziali del 20 maggio 1990 si registrò il netto successo elettorale del Fronte di Salvezza Nazionale e del presidente Iliescu.
Nonostante i risultati elettorali favorevoli al partito di governo, le proteste di Piața Universitații a Bucarest continuarono fino al 13 giugno, cioè fino all'intervento armato congiunto di minatori e polizia invocato da Iliescu, che riteneva l'ottavo punto della Proclamazione una pericolosa caccia alle streghe.

## Sviluppi parlamentari del lustrismo dal 1990 al 2013
Il lustrismo previsto dal punto 8 della Proclamazione fu invocato dalle opposizioni parlamentari (PNL e PNȚCD), ma ebbe scarso riscontro, visto anche il dominio politico del FSN e del suo successore (il Partito della Democrazia Sociale di Romania (PDSR)).
Il 27 maggio 1997, in seguito alle elezioni del 1996, vinte dalla Convenzione Democratica Romena (coalizione che comprendeva PNȚCD e PNL), George Șerban, eletto deputato tra le file del PNȚCD propose una legge sul lustrismo, sul quale furono espresse perplessità anche dal nuovo Presidente della Repubblica Emil Constantinescu, che non riteneva più applicabile tale principio. Il progetto naufragò senza ottenere il supporto del primo ministro Mugur Isărescu e subendo l'ostruzionismo del PSDR nella commissione presieduta da Dan Marțian, uomo di fiducia di Iliescu. Il PSDR tornò al potere nel 2001 (con la sigla Partito Social Democratico (PSD)), mentre Șerban morì nel gennaio 1999, senza che la sua proposta facesse progressi.
Dopo le elezioni del 2004, vinte dalla coalizione Alleanza Giustizia e Verità guidata dal PNL, furono proposti due nuovi progetti riguardanti il lustrismo. Uno fu presentato dal PNL a firma di Cozmin Gușă, Lavinia Șandru e Aurelian Pavelescu, ma fu respinto dal senato nel novembre 2005. Un altro, proposto dai parlamentari Adrian Cioroianu, Mona Muscă, Viorel Oancea, e Mihăiță Calimente, fu supportato dalla Società di Timișoara e dall'Associazione degli ex detenuti politici della Romania (rumeno: Asociaţia Foştilor Deținuți Politici din România) per voce del suo presidente Constantin Ticu Dumitrescu e approdò al senato nel 2006. Questo prevedeva l'interdizione per 10 anni ad una serie di incarichi pubblici per tutte le persone che nel periodo 6 marzo 1945 - 22 dicembre 1989 avevano fatto parte delle strutture di potere dell'apparato onorevole comunista.
Soggetta ad un lunghissimo dibattito alla camera dei deputati, infine, la legge fu votata favorevolmente dal parlamento il 19 maggio 2010, ma fu contestata di fronte alla Corte costituzionale della Romania che, nel marzo 2012, la dichiarò anticostituzionale. Nel febbraio 2013 la legge, tornata per la discussione al senato visto il parere della corte, fu definitivamente abrogata.